# 강진철
강진철(1996년 7월 15일 ~)은 대한민국의 배우다.

## 방송
- 리얼 병영 톡! 행군기 (2015)
- 미스터트롯2 - 새로운 전설의 시작 (2022) - Top119
- 한풀이 노래방 (2023)

## 영화
- 구명조끼를 한 해적선장 (2018)
- 프랑스여자 (2020) - 성우일행1 역
- 상담실의 고양이 (2021) - 주연
- 급처합니다··· 네고 불가 (2022) - 주연

## 공연
- 그놈은 예뻤다 (2018~)
- 자만추 (2019)
- 드림 인 더 스쿨 (2019)
- 싸나이 로만스 (2020)
- 앨리스 (2020)
- 사막 위에 시든 꽃이 필 때 (2021)
- 레테, 망각의강 (2021)
- 2인실＆무간도 (2021)